# Oldsmobile Curved Dash
La Curved Dash è un'autovettura a benzina prodotta dalla Oldsmobile dal 1901 al 1907. I modelli commercializzati furono quattro, ognuno con un nome diverso: il Model R (prodotto dal 1901 al 1903), il Model 6C (1904), il Model B (1905-1906) ed il Model F (1907).
L'invenzione della moderna catena di montaggio ed i suoi concetti di base sono stati applicati per la prima volta sulla Curved Dash. Solo in seguito i concetti della catena di montaggio vennero migliorati ed applicati su larghissima scala da Henry Ford per la sua Model T.

## Il contesto
Il prezzo di vendita del modello era di 650 dollari. Benché competitiva per via degli alti volumi di produzione, e situata al di sotto della fascia di prezzo occupata dalla Ford Doctor's Car da 850 dollari, la “Curved Dash” era comunque più costosa della Gale Model A, prodotta dalla Western ed in vendita a 500 dollari, del modello concorrente della Black, che aveva un prezzo di 375 dollari, e di quello della Success, venduto a 250 dollari.
Il successo della “Curved Dash” era parzialmente imputabile anche ad un fatto accidentale. Nel 1901, infatti, un incendio negli stabilimenti Oldsmobile distrusse quasi completamente il sito produttivo; si salvò solo un prototipo della “Curved Dash”. Ransom Eli Olds, quindi, puntò su di esso per risollevare l'azienda dal colpo inferto dal disastro, e la produzione del modello iniziò nello stabilimento ricostruito, grazie anche alle tavole tecniche ridisegnate prendendo come riferimento il prototipo in questione, dato che i disegni originali erano andati distrutti.
Ne furono costruiti 400 esemplari il primo anno di produzione, 2.500 nel 1902 e circa 19.000 in totale.

## Modelli prodotti

### Model R (1901–1903)

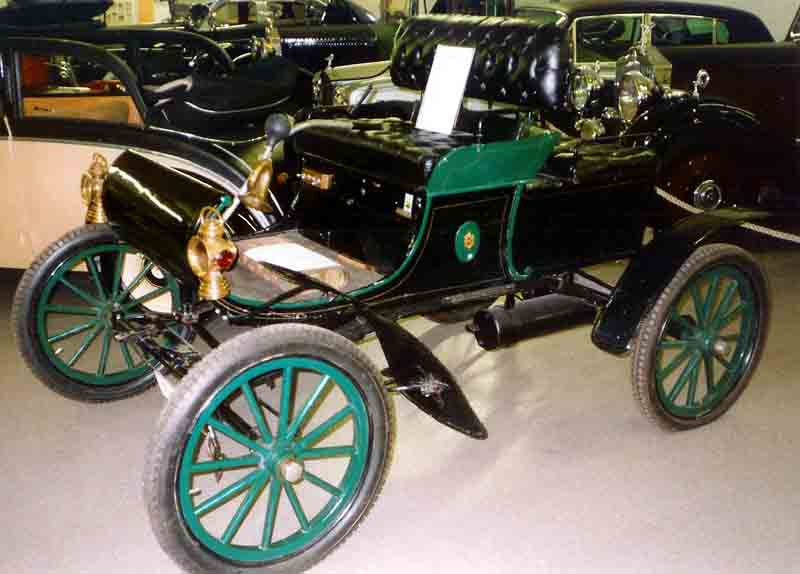
Una Oldsmobile Model R Curved Dash Runabout del 1903

Ransom Eli Olds sviluppò la sua prima auto nel 1900. Durante un grosso incendio sviluppatosi negli stabilimenti alla fine del 1900, andarono distrutti i 10 - 12 prototipi esistenti, eccetto quello di una piccola auto a benzina. Nell'estate del 1901 la nuova organizzazione Olds Motor Works lanciò sul mercato il modello di produzione. Si trattava di un runabout con carrozzeria in legno, due posti ed un insolito frontale incurvato. Questa caratteristica fece sì che la vettura venisse denominata "Curved Dash". A richiesta poteva essere montato un terzo sedile dietro il divanetto principale in posizione contraria al senso di marcia, che offriva spazio sufficiente per un adulto o due bambini. Altri accessori erano una capote, i parafanghi e le luci. Il solo colore previsto per la carrozzeria era nero con profili dorati.
La carrozzeria del modello era tipo runabout e poteva ospitare due passeggeri. La vettura aveva la guida a destra e la si governava mediante il piantone dello sterzo. L'auto montava un motore monocilindrico a quattro tempi, raffreddato ad acqua e montato centralmente, avente una cilindrata di 1.564 cm³, e che erogava una potenza di 4,5 bhp (3,3 kW). L'alimentazione era affidata ad un carburatore che sfruttava la forza di gravità per ricevere il carburante e distribuirlo nel cilindro una volta miscelato all'aria. La trasmissione era formata da un cambio semiautomatico a due rapporti più la retromarcia. Questo sistema, per la marcia in avanti con il più alto rapporto di trasmissione e per la retromarcia, era di tipo epicicloidale. Il modello aveva un peso di 379 kg e utilizzava molle Concord.
Le ruote di serie erano del tipo a raggi da 28“ con pneumatici simili a quelli di una bicicletta. Era possibile però scegliere tra sette tipi diversi di ruota.
In tre anni vennero prodotte circa 6.850 vetture.

### Model 6C (1904)

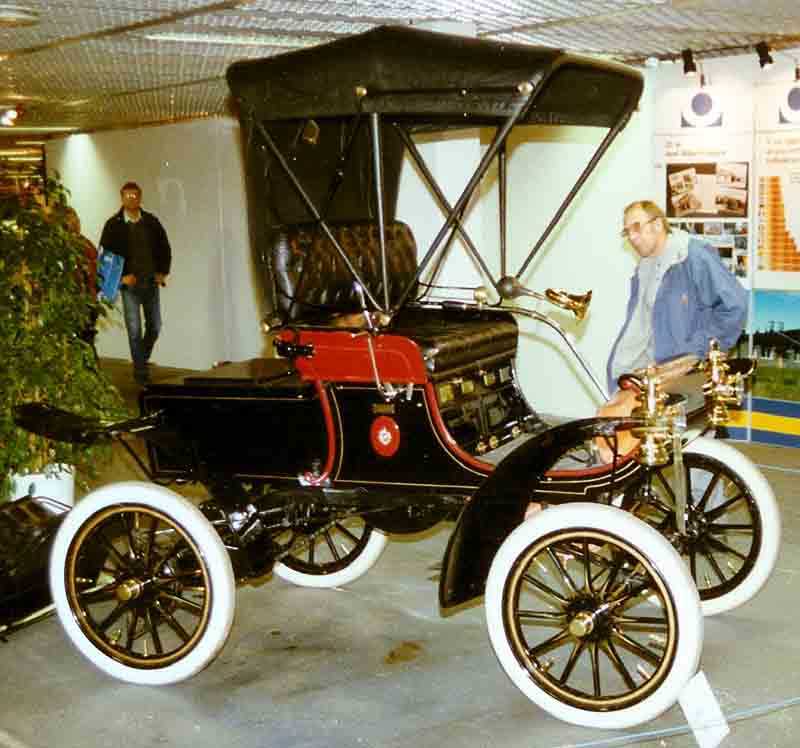
Una Oldsmobile Model 6C del 1904

Il nuovo modello fu presentato nell'aprile 1904. La vettura, sebbene in apparenza simile al modello precedente, era stata migliorata sotto diversi aspetti. Era, infatti, leggermente più grande e montava un motore più potente. La cilindrata era di 1.931 cm³ ed erogava una potenza pari a 7 bhp (5,1 kW). Ora l'auto era dotata di un freno montato su ciascuna delle due ruote posteriori, anziché della soluzione con freno singolo del modello precedente. Il modello venne successivamente migliorato con l'introduzione dei freni a tamburo. Inoltre tutte le ruote erano protette mediante parafanghi.
Il modello 6C venne tolto di produzione nel dicembre 1904, dopo che ne erano stati prodotti 2.234 esemplari. 

### Model B (1905–1906)

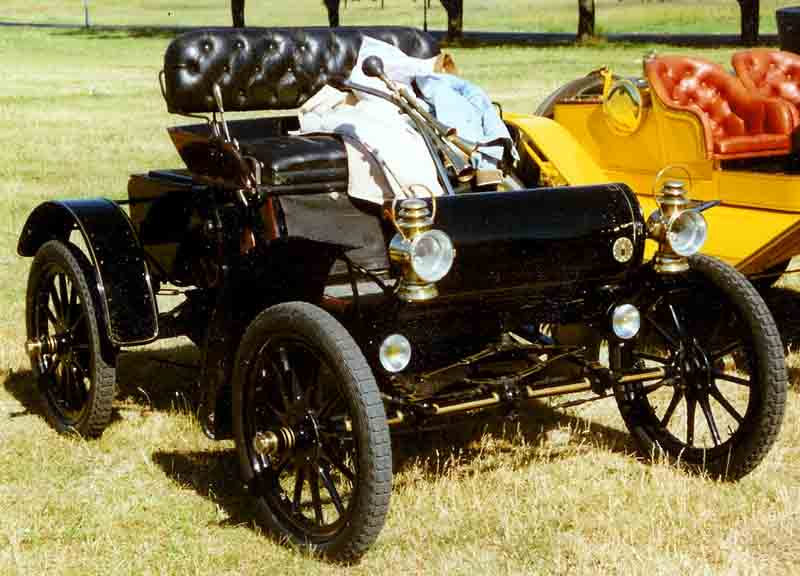
Una Oldsmobile Model B del 1905

Il modello B apparve nel gennaio 1905, notevolmente migliorato rispetto ai precedenti. In particolare furono rinforzati parte della trasmissione e dei semiassi. Il motore era il medesimo del modello 6C. Nel 1906 sulla vettura fu montata di serie una copertura contro le intemperie con finestrini in celluloide.
In aggiunta alla "Curved Dash" apparve anche la "Straight Dash", versione caratterizzata da un frontale di forma dritta.
Mentre per il 1905 è nota una produzione di 6.500 esemplari (inclusi "Touring Runabout", "Light Tonneau" e "Side Entrance Touring"), nel 1906 sono stati prodotti solo 100 veicoli derivati dal modello B, parte come "Curved Dash", parte come "Straight Dash".

### Model F (1907)
Nel 1907 il modello B, sostanzialmente invariato, venne presentato con una nuova denominazione, Model F. Le caratteristiche tecniche ricalcavano quelle del modello precedente. Non è noto quante, tra le 1.200 vetture Oldsmobile prodotte quell'anno, fossero esemplari del modello F.